# Home Fleet
La Home Fleet est le nom traditionnel de la flotte de la Royal Navy protégeant les eaux territoriales du Royaume-Uni. Elle fut renommée « Grand Fleet » lors du déclenchement de la Première Guerre mondiale, le 4 août 1914, et garda ce nom jusqu'à la mutinerie d'Invergordon en 1932, où elle retrouva sa désignation traditionnelle.

## Histoire

### La Grand Fleet

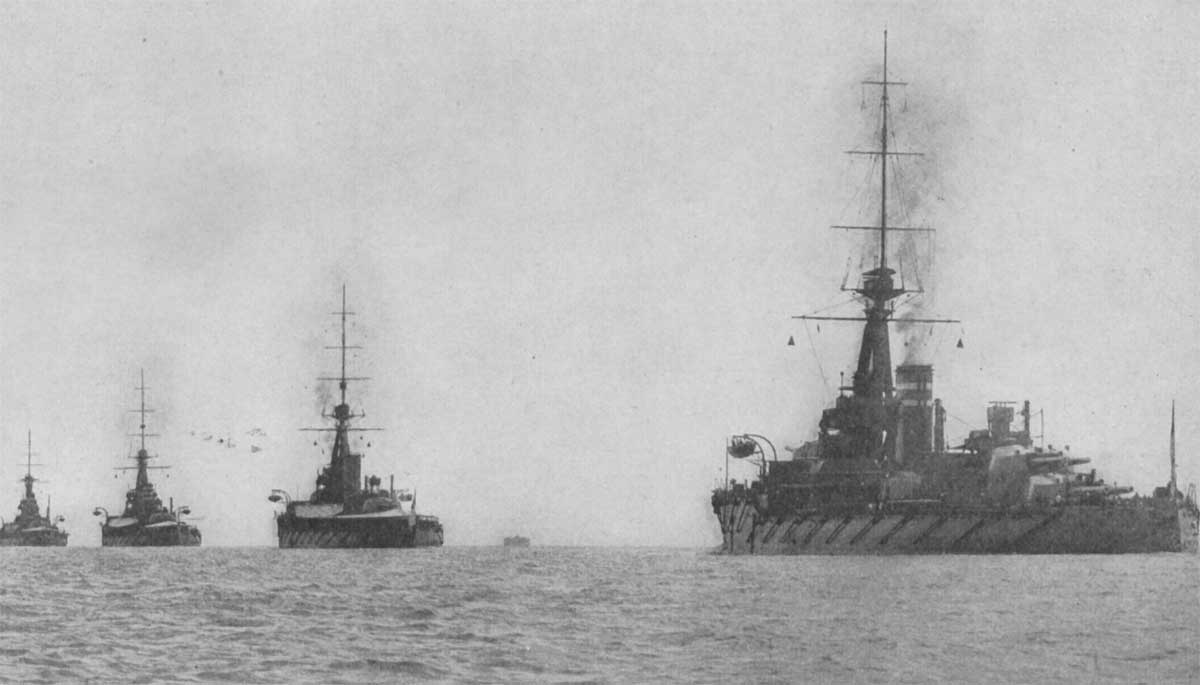
Le Battle Squadron en 1914 : Le cuirassé King George V, et trois navires de la classe Orion, les Thunderer, Monarch et Conqueror.

Considérablement renforcée à l'approche des hostilités, pour faire face à la Hochseeflotte allemande, elle était basée à Scapa Flow dans les îles Orcades en Écosse.
Elle comprenait en 1916 :
- 1st Battle Squadron
  - 6th Division (vice-amiral Burney)
  - 5th Division (contre amiral Gaunt)

- 2nd Battle Squadron
  - 1st Division (vice-amiral Jerram)
  - 2d Division (contre amiral Leveson)
- 4th Battle Squadron
  - 3rd Division (amiral John Jellicoe)
  - 4th Division (vice-amiral Doveton Sturdee)
- 5th Battle Squadron (contre amiral Evan-Thomas)
- 1st Cruiser Squadron (contre amiral Arbuthnot)
- 2d Cruiser Squadron (contre amiral Heath)
- 4th Light Cruiser Squadron (Commodore Le Mesurier)
- 4th Destroyer Flotilla (Captain Wintour)
- 11th Destroyer Flotilla (Commodore Hawksley)
- 12th Destroyer Flotilla (Captain Stirling)

Lui était rattachée, tout en étant opérationnellement autonome,
the Battlecruiser Fleet(vice-amiral David Beatty)
- 1st Battlecruiser Squadron (commodore Osmond de Beauvoir Brock (en) )
- 2d Battlecruiser Squadron (contre amiral Pakenham)
- 3rd Battlecruiser Squadon (contre amiral Hood)
- 1st Light Cruiser Squadron (commodore Alexander-Sinclair)
- 2d Light Cruiser Squadron (commodore Goodenough)
- 3rd Light Cruiser Squadron (contre amiral Napier)
- 1st Destroyer Flotilla (Captain Roper)
- 9th and 10th Destroyer Flotillas (combined) (Commander Goldsmith)
- 13th Destroyer Flotilla (Captain Farie)

Lors de la bataille du Jutland, la 3e Escadre de Croiseurs de Bataille (contre-amiral Hood) était momentanément rattachée à la Grand Fleet, et la 5e Escadre de Bataille (contre amiral Evan-Thomas) détachée à la Flotte de Croiseurs de Bataille du vice amiral Beatty

### La Home Fleet pendant laSeconde Guerre mondiale
Son rôle principal tout le long de la guerre, fut d'empêcher les navires allemands d'effectuer des sorties vers l'Atlantique. En 1944, après la destruction du cuirassé allemand Tirpitz, la plupart de ses unités furent transférées dans le Pacifique, pour former la British Pacific Fleet qui appuya les États-Unis contre le Japon.

## Commandants en chef
- Amiral George Callaghan de ? au 4 août 1914
- Amiral John Jellicoe du 4 août 1914 à novembre 1916
- Amiral David Beatty de novembre 1916 à 1919
- Amiral Sir Charles Forbes de 1939 à 1940
- Amiral John Tovey de 1940 à 1942
- Amiral Bruce Fraser de 1942 à 1944
- Amiral Henry Moore de 1944 à 1945
- Amiral Edward Neville Syfret de 1945 à 1948